# Jaroslav Obůrka
Jaroslav Obůrka (25. dubna 1921, Opatov – ?) byl český tesař a voják.

## Biografie
Jaroslav Obůrka se narodil v roce 1921 v Opatově, roku 1935 nastoupil do tesařské dílny v Okříškách do učení a vyučil se, pracoval jako tesař. Roku 1941 byl nuceně nasazen do Rakouska, ale aby tomu zabránil, tak se přihlásil do vládního vojska. Po vstupu do tzv. vládního vojska chtěl utéct z republiky, v září roku 1943 bylo toto vojsko přesunuto do Itálie, kde mělo spolu s německou armádou bojovat proti spojencům. Na konci září tohoto roku však Jaroslav Obůrka a několik dalších vojáků dezertovalo a připojili se do Garibaldiho brigády k italským partizánům. V říjnu roku 1944 vstoupil do československé armády a následně bojoval ve Francii u Dunkerku.
Po skončení druhé světové války se vrátil zpět do Opatova, kde pracoval opět jako tesař. Za svoji činnost získal československou pamětní medaili.